# عالی‌جناب

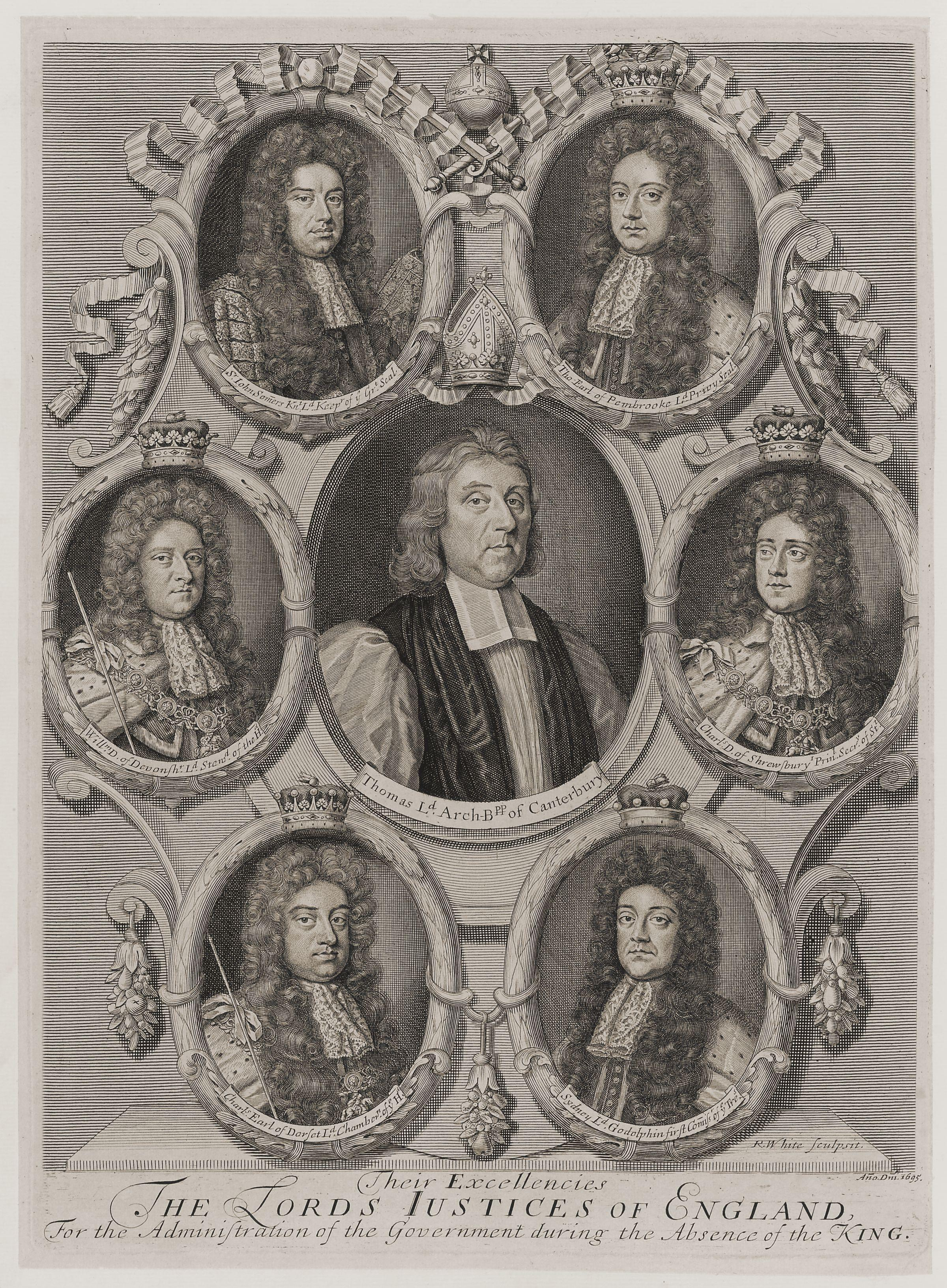
عالی جنابان لردهای دادگستری انگلستان در دوره غیبت ویلیام سوم

عالی‌جناب عنوانی افتخاری است که برای اعضای مشخصی از یک سازمان یا دولت به کار می‌رود.
کسانی که با عنوان عالی‌جناب خطاب می‌شوند عموماً رئیس کشور، رئیس حکومت، فرماندار، سفیر، مقامات خاصی در کلیسا، خانواده سلطنتی، و دیگرانی است که رتبهٔ مشابهی داشته باشند (مثل روسای سازمان‌های بین‌المللی چون کمیسرهای عالی اتحادیه کشورهای مشترک‌المنافع) و رؤسای فیفا.